# Án lệ 29/2019/AL
Án lệ 29/2019/AL về tài sản bị chiếm đoạt trong tội cướp tài sản là án lệ công bố thứ 29 thuộc lĩnh vực hình sự của Tòa án nhân dân tối cao tại Việt Nam, được Hội đồng Thẩm phán Tòa án nhân dân tối cao thông qua, Chánh án Tối cao Nguyễn Hòa Bình ra quyết định công bố ngày 9 tháng 9 năm 2019, và có hiệu lực cho tòa án các cấp trong cả nước nghiên cứu, áp dụng trong xét xử từ ngày 10 tháng 10 năm 2019. Án lệ 29 dựa trên nguồn là Quyết định giám đốc thẩm số 20 ngày 15 tháng 10 năm 2018 của Hội đồng Thẩm phán Tòa án nhân dân tối cao về vụ án cướp tài sản, nội dung xoay quanh tài sản bị chiếm đoạt; và số tiền bị cáo phải thanh toán.
Trong vụ án, bị cáo Lê Xuân Q, Trần Xuân L cùng những người bạn đi hát karaoke; sau khi xong, bởi không đủ tiền để thanh toán, các bị cáo đã sử dụng vũ khí là mã tấu để đe dọa nhân viên cùng chủ quán, sau đó lấy máy tính bảng trong quán đem chạy trốn. Các bị cáo đã bị công an bắt giữ, khởi tố, truy tố, xét xử và thi hành án. Quá trình tố tụng trải qua nhiều bước trong thời gian dài, dẫn tới nhiều vấn đề thiếu hợp lý về xác định tội danh và thi hành án. Từ đây, vụ án được lấy căn cứ chọn làm án lệ để xác định tội danh của người phạm tội theo hành vi trên thực tế.

## Nội dung vụ án

### Động cơ
Khoảng 22 giờ ngày 19 tháng 1 năm 2015, Lê Xuân Q (gọi tắt: Q), Trần Xuân L, Nguyễn Văn L, Trương Sỹ T, Hà Thị Thu H và các đối tượng H1, Bin (không rõ lai lịch) đến hát tại phòng 203 của quán karaoke M thuộc phường H, quận Liên Chiểu, thành phố Đà Nẵng, do Nguyễn Thành H làm chủ. Đến khoảng 23 giờ 30 phút cùng ngày thì mọi người về trước, Q và Nguyễn Văn L ở lại tính tiền. Thời điểm này, Võ Minh T được Nguyễn Thành H giao quản lý tại quán, kiểm tra phòng 203 và viết phiếu thanh toán hết 408.000 đồng. Lê Xuân Q đưa 208.000 đồng và một điện thoại di động cho Võ Minh T, và nói hôm sau quay lại thanh toán số tiền 200.000 đồng còn thiếu và chuộc lại điện thoại, nhưng Võ Minh T không chấp nhận. Lúc này, Trương Sỹ T điều khiển xe quay lại chở Q và Nguyễn Văn L, thì Q nói với chủ quán là để Q về lấy tiền, còn Nguyễn Văn L và Trương Sỹ T ở lại. Q điều khiển xe đến gặp Trần Xuân L và H1, Q nói với Trần Xuân L mang điện thoại của Trần Xuân L đến quán karaoke thế chấp cho số tiền còn thiếu, nhưng Trần Xuân L không đồng ý. Q nói với Trần Xuân L và H1 quay lại quán Karaoke M đuổi đánh nhân viên trong quán để cho Nguyễn Văn L, Trương Sỹ T bỏ chạy và quỵt 200.000 đồng còn thiếu. Trần Xuân L và H1 đồng ý.

### Hành động
Sau đó, Lê Xuân Q chở Trần Xuân L và H1 đến bụi rậm gần Khu chung cư I thuộc phường H, quận Liên Chiểu và chỉ cho H1, Trần Xuân L vào lấy hai cây mã tấu tự tạo dài khoảng 60 cm do Q cất giữ trước đó. Trần Xuân L và H1 mỗi người cầm một cây mã tấu rồi lên xe quay lại quán karaoke. Khoảng 00 giờ ngày 20 tháng 1 năm 2015, Lê Xuân Q điều khiển xe đến trước quán karaoke rồi dừng lại và ngồi trên xe, còn H1 và Trần Xuân L cầm theo mã tấu xông vào quán. Thấy H1 và Trần Xuân L xông vào, Nguyễn Văn L và Trương Sỹ T bỏ chạy về nhà. Trần Xuân L và H1 cầm mã tấu rượt đuổi các nhân viên trong quán, khiến Đinh Đức T, Võ Minh T chạy vào nhà vệ sinh, Nguyễn Thành H chạy lên tầng hai, đóng cửa lại, còn Phan Thanh T là bảo vệ của quán chạy ra ngoài đường trốn. Trần Xuân L đuổi theo đến quầy tính tiền thì dừng lại và phát hiện hai máy tính bảng hiệu Hanet màu đen để trong ngăn tủ kéo, Trần Xuân L lấy hai máy tính bảng giấu trong người rồi đi ra, H1 cũng đi ra rồi lên xe do Lê Xuân Q điều khiển tẩu thoát.
Trên đường đi, H1 và Trần Xuân L vứt hai cây mã tấu ven đường Nguyễn Sinh Sắc (không thu hồi được vật chứng). Khi cả ba đến Khu chung cư F, Trần Xuân L đưa ra hai máy tính bảng và nói lấy tại quán karaoke, thì Q đề nghị đem trả lại, nhưng Trần Xuân L nói: giờ trả lại sợ Công an bắt, nghe thế, Lê Xuân Q nói: tôi không liên quan rồi về nhà ngủ. Sáng hôm sau, Lê Xuân Q đem trả xe cho Trần Xuân L rồi bỏ trốn. Đối với hai máy tính bảng, Trần Xuân L bán cho một người đàn ông không rõ lai lịch được 1,1 triệu đồng và tiêu xài hết. Hai máy tính này không thu hồi được. Tại kết luận của Hội đồng định giá tài sản thì giá trị còn lại của hai máy tính bảng hiệu Hanet 10S, đã qua sử dụng là 12 triệu đồng. Trong quá trình điều tra, Phan Thị C (mẹ của Trần Xuân L) đã bồi thường cho Nguyễn Minh T số tiền 7.000.000 đồng. Nguyễn Minh T đã nhận tiền và không yêu cầu bồi thường thêm.

## Xét xử

### Sơ thẩm
Ngày 19 tháng 12 năm 2015, tại trụ sở ở số 02 đường Trương Văn Đa, phường Hoà Khánh Nam, quận Liên Chiểu, phiên hình sự sơ thẩm ra phán quyết đã diễn ra, Tòa án nhân dân quận Liên Chiểu, thành phố Đà Nẵng áp dụng các điều khoản của Bộ luật Hình sự 1999, xử phạt bị cáo Lê Xuân Q bảy năm tù về tội cướp tài sản. Ngoài ra, Tòa án cấp sơ thẩm còn xử phạt Trần Xuân L sáu năm tù về tội cướp tài sản, quyết định án phí và tuyên quyền kháng cáo theo luật định.

### Phúc thẩm
Ngày 21 tháng 12 năm 2015, Lê Xuân Q kháng cáo với nội dung cho rằng không phạm tội cướp tài sản. Trần Xuân L kháng cáo xin giảm hình phạt. Ngày 20 tháng 4 năm 2016, tại trụ sở ở số 374 đường Núi Thành, phường Hoà Cường Bắc, quận Hải Châu, phiên phúc thẩm diễn ra, Tòa án nhân dân thành phố Đà Nẵng căn cứ Bộ luật Hình sự 1999, Bộ luật Tố tụng hình sự 2003 để ra quyết định: sửa bản án sơ thẩm, xử phạt Lê Xuân Q ba năm tù về tội không tố giác tội phạm. Ngoài ra, Tòa án cấp phúc thẩm còn giảm hình phạt cho Trần Xuân L xuống còn năm năm tù về tội cướp tài sản.

## Tố tụng cấp cao

### Lần thứ nhất
Ngày 11 tháng 4 năm 2017, Viện trưởng Viện kiểm sát nhân dân cấp cao tại Đà Nẵng kháng nghị giám đốc thẩm đối với bản án hình sự phúc thẩm nêu trên và đề nghị Tòa án nhân dân cấp cao tại Đà Nẵng hủy phần hình phạt đối với Lê Xuân Q của bản án phúc thẩm và bản án sơ thẩm để điều tra lại. Đến ngày 27 tháng 7 năm 2017, Viện trưởng Viện kiểm sát nhân dân cấp cao tại Đà Nẵng thay đổi quyết định kháng nghị số 26 nêu trên theo hướng đề nghị Tòa án nhân dân cấp cao tại Đà Nẵng hủy phần hình phạt và tội danh đối với Lê Xuân Q tại bản án phúc thẩm để xét xử phúc thẩm lại.
Ngày 18 tháng 9 năm 2017, tại trụ sở ở số 372 đường Núi Thành, phường Hoà Cường Bắc, quận Hải Châu, phiên giám đốc thẩm thứ nhất diễn ra, Ủy ban Thẩm phán Tòa án nhân dân cấp cao tại Đà Nẵng chấp nhận kháng nghị của Viện trưởng, quyết định hủy bản án hình sự phúc thẩm về phần tội danh và hình phạt đối với Lê Xuân Q để xét xử phúc thẩm lại.

### Lần thứ hai
Ngày 22 tháng 5 năm 2018, Chánh án Tòa án nhân dân tối cao Nguyễn Hòa Bình kháng nghị đối với quyết định giám đốc thẩm của Ủy ban Thẩm phán Tòa án nhân dân cấp cao tại Đà Nẵng và đề nghị Hội đồng Thẩm phán Tòa án nhân dân tối cao xét xử giám đốc thẩm theo hướng hủy quyết định giám đốc thẩm nêu trên và sửa bản án hình sự phúc thẩm của Tòa án nhân dân thành phố Đà Nẵng về phần trách nhiệm hình sự của Lê Xuân Q.
Ngày 15 tháng 10 năm 2018, với yêu cầu kháng nghị của Chánh án Tối cao và sự nhất trí của Viện Kiểm sát, Hội đồng Thẩm phán tối cao đã mở phiên xét xử giám đốc thẩm tại trụ sở tòa ở số 48 đường Lý Thường Kiệt, quận Hoàn Kiếm, Hà Nội. Tại phiên tòa giám đốc thẩm, đại diện Viện kiểm sát nhân dân tối cao đề nghị Hội đồng Thẩm phán Tòa án nhân dân tối cao chấp nhận kháng nghị của Chánh án Tòa án nhân dân tối cao, và đề nghị hủy quyết định giám đốc thẩm của Ủy ban Thẩm phán Tòa án nhân dân cấp cao tại Đà Nẵng để xét xử giám đốc thẩm lại.

#### Nhận định của Tòa án

##### Tội phạm
Lời khai của Lê Xuân Q phù hợp với lời khai của Trần Xuân L, phù hợp các lời khai của Võ Minh T, Nguyễn Thành H (nhân viên và chủ quán Karaoke M) về các tình tiết của vụ án. Có cơ sở xác định sau khi bàn bạc thống nhất, khoảng 00 giờ ngày 20 tháng 1 năm 2015, Lê Xuân Q cùng Trần Xuân L và H1 mang theo hai mã tấu đến quán karaoke. Q đứng ngoài, còn Trần Xuân L và H1 cầm mã tấu rượt đuổi nhân viên của quán để giải vây cho Nguyễn Văn L, Trương Sỹ T nhằm không trả 200.000 đồng tiền dịch vụ hát karaoke còn nợ trước đó.
Lê Xuân Q không trực tiếp cầm mã tấu rượt đuổi các nhân viên của quán karaoke nhưng Q cùng bàn bạc, chuẩn bị hung khí, chở Trần Xuân L và H1 đến quán để thực hiện hành vi phạm tội, nên Q đồng phạm với Trần Xuân L và H1 về hành vi cướp tài sản đối với số tiền 200.000 đồng. Tòa án cấp sơ thẩm áp dụng điều khoản về việc bị cáo sử dụng vũ khí, phương tiện hoặc thủ đoạn nguy hiểm khác để xử phạt Lê Xuân Q về tội cướp tài sản là đúng pháp luật. Sau khi xét xử sơ thẩm, Lê Xuân Q kháng cáo cho rằng không phạm tội cướp tài sản. Tòa án cấp phúc thẩm nhận định Q và Trần Xuân L không phạm tội cướp tài sản đối với số tiền 200.000 đồng, nhưng không tuyên bố Q không phạm tội cướp tài sản và đình chỉ xét xử đối với Q, mà lại kết án Q về tội không tố giác tội phạm đối với hành vi cướp hai máy tính bảng của Trần Xuân L. Như vậy, Toà án cấp phúc thẩm kết án Q về một hành vi chưa được điều tra, truy tố là vi phạm quy định của pháp luật.

##### Tố tụng cấp dưới
Quyết định giám đốc thẩm của Ủy ban Thẩm phán Tòa án nhân dân cấp cao tại Đà Nẵng xác định Lê Xuân Q không phạm tội không tố giác tội phạm, từ đó nhận định Toà án cấp phúc thẩm kết án Q về tội này là không có căn cứ, cần hủy phần tội danh và hình phạt để xét xử phúc thẩm lại. Tuy nhiên, quyết định giám đốc thẩm không định hướng cho Tòa án cấp phúc thẩm phải xét xử Lê Xuân Q về tội nào, không nhận định về quyết định của bản án sơ thẩm có căn cứ hay không là gây khó khăn cho Tòa án cấp phúc thẩm khi xét xử lại.
Lê Xuân Q bị bắt giam từ ngày 30 tháng 9 năm 2015, đến ngày 31 tháng 5 năm 2016 đi chấp hành án tại Trại giam Bình Điền. Trong thời gian chấp hành án, Trại giam Bình Điền và Lê Xuân Q không nhận được kháng nghị giám đốc thẩm của Viện trưởng Viện kiểm sát nhân dân cấp cao tại Đà Nẵng cũng như quyết định giám đốc thẩm của Ủy ban Thẩm phán Tòa án nhân dân cấp cao cao tại Đà Nẵng. Phần nơi nhận của kháng nghị và quyết định giám đốc thẩm không thể hiện có gửi cho trại giam và Q. Do vậy, Trại giam Bình Điền đã giảm thời hạn chấp hành án cho Q và ngày 10 tháng 2 năm 2018, Q đã chấp hành xong hình phạt ba năm tù. Như vậy, Ủy ban Thẩm phán Tòa án nhân dân cấp cao tại Đà Nẵng đã không thực hiện đúng quy định pháp luật về việc giao quyết định giám đốc thẩm.

##### Hình phạt
Về mức hình phạt đối với Lê Xuân Q: Tòa án cấp sơ thẩm kết án Lê Xuân Q về tội cướp tài sản là đúng pháp luật, nhưng xử phạt Q mức hình phạt bảy năm tù về tội này là nặng so với tính chất và mức độ nguy hiểm do hành vi phạm tội của Q gây ra. Khi xét xử phúc thẩm lại, Tòa án nhân dân thành phố Đà Nẵng cần xem xét, đánh giá toàn diện, khách quan hành vi phạm tội của Q, đồng thời cân nhắc việc Q đã chấp hành xong mức hình phạt ba năm tù theo quyết định của bản án phúc thẩm năm 2016 để quyết định mức hình phạt phù hợp đối với Lê Xuân Q.

#### Quyết định
Từ những nhận định này, Hội đồng xét xử Hội đồng Thẩm phán Tòa án nhân dân tối cao căn cứ Bộ luật Tố tụng hình sự 2015, ra quyết định: hủy quyết định giám đốc thẩm năm 2017 của Ủy ban Thẩm phán Tòa án nhân dân cấp cao tại Đà Nẵng và bản án hình sự phúc thẩm của Tòa án nhân dân thành phố Đà Nẵng về phần trách nhiệm hình sự đối với Lê Xuân Q. Chuyển hồ sơ vụ án cho Tòa án nhân dân thành phố Đà Nẵng để xét xử phúc thẩm lại theo đúng quy định của pháp luật.